# Astra-negyed
Az Astra-negyed (korábbi nevein Honterus, majd Steagul Roșu, azaz Vörös Zászló, magyarul ritkán Újváros) Brassó városrésze. A 20. század közepén létesült, főleg panelházakból áll. Jelenleg ez a város legnépesebb negyede, a lakosság több mint egynegyedének ad otthont.

## Fekvése
Brassó délkeleti részén helyezkedik el, északról a Scriitorilor és a Florilor-Kreiter negyed, keletről a vasút, délről a Noa-negyed, nyugatról a Temelia határolja. Három sugárút szeli át északnyugat–délkelet irányban: Calea București (Bukaresti út), Carpaților (Kárpátok) és Saturn (Szaturnusz).

## Története
A 20. század elején a környéken egy Honterus nevű falu helyezkedett el. Ettől nyugatra, a jelenlegi Panselelor utca nyugati végénél volt a Honterus-liget, ahol a Honterus líceum szász diákjai minden nyáron megtartották az iskolaalapító tiszteletére rendezett Honterusfest ünnepséget.
A Keresztényhavas északkeleti nyúlványainak lábánál alapították 1921-ben a ROMLOC mozdonygyárat, mely később egyesült az 1935-ben alapított ASTRA vagongyárral, és felvette az ASTRA nevet. Ugyanitt alapították 1923-ban a román-osztrák Farola kábelgyárat, 1935-ben pedig a METROM kohászatot. A második világháború után a gyárakat államosították, az ASTRA-t átnevezték Steagul Roșu-ra; 1948–1951 között a Szovjetuniónak készített vasúti vagonokat a háborús károk fejében, később csapágyakat, majd tehergépkocsikat és belső égésű motorokat gyártott. Itt készült 1954-ben az első román gyártású kamion. A Farola és METROM gyárak egyesültek, és fegyvergyárként folytatták működésüket.
Az 1940-es évek végétől kezdődően a gyárak mellé panelházakból álló lakótelepeket kezdtek építeni, ahova az ipari létesítmények dolgozóit költöztették: Steagul Roșu (a jelenlegi Ștefan cel Mare și Sfânt utca környékén), Orășelul Ucenicilor (a jelenlegi Panselelor utca, az egykori Honterus-liget környékén), és Colonia Metrom (a Carpaților utca végén). A Steagul Roșu lakótelep a Bukaresti út mentén Brassó városa felé kezdett terjeszkedni; az 1960-as években bekebelezte Honterus falut, és összeolvadt Brassóval. A városrészt villamosjárat kötötte össze a Traktor-negyeddel. A 80-as években a teherautógyár 25 000 embert alkalmazott, és évente 21 000 kamiont készített.
1987. november 15-én a dolgozók fellázadtak a kommunista megszorítások ellen, és a diktátor és a rezsim vesztét követelték. Bár a felkelést leverték, fontos szerepe volt az antikommunista ellenállás szerveződésében, mely végül az 1989-es forradalomban teljesedett ki.
A rendszerváltás után a negyedet átnevezték Astra, a gyárat pedig Roman névre. A Roman 2000-ben gyártotta le a 750 000. kamiont. A közelmúltban csak pár száz embert alkalmazott és évente csak néhány járművet gyártott, majd 2014-ben csődbe ment.